# 第77回天皇杯全日本サッカー選手権大会
第77回天皇杯全日本サッカー選手権大会（だい77かいてんのうはいぜんにほんサッカーせんしゅけんたいかい）は、1997年（平成9年）11月30日から1998年（平成10年）1月1日まで開かれた天皇杯全日本サッカー選手権大会である。

## 概要
- Jリーグ所属の全17チーム、ジャパンフットボールリーグ（（旧）JFL）所属クラブのうち予選が免除された11チームに加え、関東（4校）・関西（2校）の大学チーム代表と、各都道府県から予選を勝ち上がった47チーム、あわせて81チームが本大会に出場した。
- 高校チームの本大会出場は、初めて認められた前回大会の3チームから今回は9チームへ増加。その他にクラブチームのユース（高校生年代）チームとして初めて愛媛FCユースが本大会に進んだ。また、1回戦でアローズ北陸を破り、2種（高校生年代）登録チームが1種（社会人・大学）登録チームに初めて勝利した。
- 鹿島アントラーズと横浜フリューゲルスの対戦となった決勝は、鹿島MFの増田忠俊は前半4分に先制点を挙げ、2点目のマジーニョのゴールもアシストした。終了間際には柳沢敦がゴールを決めてナビスコカップに次ぐシーズンの二冠目として、初の天皇杯優勝を果たした。
- 本大会より日本放送協会（NHK）が共催するようになった[1]。

## 出場チーム

### Jリーグ
| - 鹿島アントラーズ（14回目） - 浦和レッドダイヤモンズ（33回目） - ジェフユナイテッド市原（33回目） - 柏レイソル（30回目） - ヴェルディ川崎（23回目） - 横浜マリノス（20回目） - 横浜フリューゲルス（12回目） - ベルマーレ平塚（26回目） | - 清水エスパルス（6回目） - ジュビロ磐田（21回目） - 名古屋グランパスエイト（21回目） - 京都パープルサンガ（15回目） - ガンバ大阪（17回目） - セレッソ大阪（29回目） - ヴィッセル神戸（11回目） - サンフレッチェ広島（46回目） - アビスパ福岡（6回目） |

### ジャパンフットボールリーグ
- コンサドーレ札幌（17回目）
- モンテディオ山形（6回目）
- 福島FC（5回目）
- NTT関東（3回目）
- 東京ガス（4回目）
- 川崎フロンターレ（14回目）
- ヴァンフォーレ甲府（6回目）
- 本田技研（22回目）
- デンソー（5回目）
- サガン鳥栖（6回目）[3]
- 大分フットボールクラブ（2回目）

### 関東大学
- 早稲田大学（27回目）
- 国士舘大学（10回目）
- 駒澤大学（6回目）
- 順天堂大学（6回目）

### 関西学生
- 阪南大学（3回目）
- 桃山学院大学（初出場）

### 都道府県代表
| - 北海道 北海道電力（2回目） - 青森県 アステール青森（初出場） - 岩手県 新日鐵釜石（4回目） - 宮城県 ブランメル仙台（4回目） - 秋田県 秋田市役所（2回目） - 山形県 山形FC（2回目） - 福島県 FCプリメーロ（初出場） - 茨城県 水戸ホーリーホック（2回目） - 栃木県 真岡高校（初出場） - 群馬県 前橋商業高校（初出場） - 埼玉県 ルミノッソ狭山（初出場） - 千葉県 市立船橋高校（初出場） - 東京都 青山学院大学（3回目） - 神奈川県 神奈川大学（初出場） - 山梨県 韮崎アストロス（3回目） - 長野県 山雅サッカークラブ（初出場） - 新潟県 アルビレックス新潟（6回目） - 富山県 アローズ北陸（4回目） - 石川県 テイヘンズFC（4回目） - 福井県 福井教員（初出場） - 静岡県 ジャトコ（2回目） - 愛知県 名古屋銀行（2回目） - 三重県 マインドハウスTC（3回目） - 岐阜県 西濃運輸（9回目） | - 滋賀県 草津東高校（初出場） - 京都府 教育研究社（初出場） - 大阪府 関西大学（9回目） - 兵庫県 関西学院大学（13回目） - 奈良県 奈良産業大学（初出場） - 和歌山県 初芝橋本高校（初出場） - 鳥取県 SC鳥取（初出場） - 島根県 石見FC（初出場） - 岡山県 三菱自工水島（3回目） - 広島県 広島大学（4回目） - 山口県 多々良学園高校（初出場） - 香川県 香川紫雲クラブ（2回目） - 徳島県 大塚FCヴォルティス徳島（9回目） - 愛媛県 愛媛FCユース（初出場） - 高知県 高知大学（5回目） - 福岡県 福岡大学（18回目） - 佐賀県 佐賀商業高校（初出場） - 長崎県 三菱重工長崎（初出場） - 熊本県 ブレイズ熊本（3回目） - 大分県 新日鐵大分（初出場） - 宮崎県 鵬翔高校（初出場） - 鹿児島県 鹿児島実業高校（初出場） - 沖縄県 沖縄国際大学（初出場） |

## 試合

### 1回戦
- ブランメル仙台 7-0 山雅サッカークラブ
- 石見FC 0-7 順天堂大学
- 三菱重工長崎 2-1 初芝橋本高校
- 水戸ホーリーホック 3-0 北海道電力
- 韮崎アストロス 0-2 NTT関東
- 三菱自工水島 0(PK6-7)0 山形FC
- 草津東高校 0-3 サガン鳥栖
- 奈良産業大学 3-1 新日鐵大分
- 佐賀商業高校 1-5 大分FC
- マインドハウスTC 0-3 桃山学院大学
- 関西大学 0-9 東京ガス
- 愛媛FCユース 2（延長）1 アローズ北陸
- ブレイズ熊本 0-2 本田技研
- 関西学院大学 2-6 アルビレックス新潟
- ジャトコ 1-0 沖縄国際大学
- 香川紫雲クラブ 1-0 早稲田大学
- 西濃運輸 5-0 高知大学
- 真岡高校 1-5 国士舘大学
- SC鳥取 0-7 川崎フロンターレ
- ルミノッソ狭山 4-1 新日鐵釜石
- 神奈川大学 1-3 ヴァンフォーレ甲府
- 福岡大学 5-1 秋田市役所
- 青山学院大学 1-0 デンソー
- FCプリメーロ 0-1 阪南大学
- 前橋商業高校 0-6 福島FC
- 名古屋銀行 3-4 福井教員
- 教育研究社 0-5 モンテディオ山形
- 鵬翔高校 3-2 多々良学園高校
- 鹿児島実業高校 1-2 コンサドーレ札幌
- 広島大学 2-3 アステール青森
- 大塚FC 8-1 テイヘンズFC
- 市立船橋高校 0-2 駒澤大学

### 2回戦
- ブランメル仙台 0-1 順天堂大学
- ヴェルディ川崎 2-0 三菱重工長崎
- 水戸ホーリーホック 1-2 アビスパ福岡
- NTT関東 1-0 山形FC
- サガン鳥栖 4-0 奈良産業大学
- 大分FC 1(PK3-5)1 桃山学院大学
- 東京ガス 2（延長）1 愛媛FCユース
- 本田技研 3-1 アルビレックス新潟
- ジャトコ 6-0 香川紫雲クラブ
- 西濃運輸 1-2 国士舘大学
- 川崎フロンターレ 3-0 ルミノッソ狭山
- ヴァンフォーレ甲府 2-1 福岡大学
- 青山学院大学 0-1 阪南大学
- 福島FC 1-0 福井教員
- モンテディオ山形 8-0 鵬翔高校
- コンサドーレ札幌 4-1 アステール青森
- 大塚FC 1-3 駒澤大学

### 3回戦
- 鹿島アントラーズ 4-1 順天堂大学
- ヴェルディ川崎 0-2 アビスパ福岡
- 浦和レッドダイヤモンズ 2-1 NTT関東
- ガンバ大阪 3（延長）2 サガン鳥栖
- 横浜マリノス 5-0 桃山学院大学
- 名古屋グランパスエイト 1-3 東京ガス
- 京都パープルサンガ 3（延長）2 本田技研
- ベルマーレ平塚 7-0 ジャトコ
- 柏レイソル 4-1 国士舘大学
- ヴィッセル神戸 2-0 川崎フロンターレ
- セレッソ大阪 5-1 ヴァンフォーレ甲府
- ジュビロ磐田 3-0 阪南大学
- 清水エスパルス 3-0 福島FC
- サンフレッチェ広島 3-1 モンテディオ山形
- ジェフユナイテッド市原 1-0 コンサドーレ札幌
- 横浜フリューゲルス 4-3 駒澤大学

### 4回戦
- 鹿島アントラーズ 6-0 アビスパ福岡
- 浦和レッドダイヤモンズ 1（延長）2 ガンバ大阪
- 横浜マリノス 1-2 東京ガス
- 京都パープルサンガ 1-5 ベルマーレ平塚
- 柏レイソル 2-1 ヴィッセル神戸
- セレッソ大阪 2-3 ジュビロ磐田
- 清水エスパルス 3-1 サンフレッチェ広島
- ジェフユナイテッド市原 1-2 横浜フリューゲルス

### 準々決勝
- 鹿島アントラーズ 3-0 ガンバ大阪
- 東京ガス 3（延長）2 ベルマーレ平塚
- 柏レイソル 1-2 ジュビロ磐田
- 清水エスパルス 1-6 横浜フリューゲルス

### 準決勝
- 鹿島アントラーズ 3-1 東京ガス
- ジュビロ磐田 2-3 横浜フリューゲルス

### 決勝
| 1998年1月1日 |

| 鹿島アントラーズ                             | 3 - 0 | 横浜フリューゲルス |
| 増田忠俊 4分 · マジーニョ 25分 · 柳沢敦 87分 |       |                    |

| 国立霞ヶ丘競技場陸上競技場 観客数: 48,016人 主審: 岡田正義 |

| 鹿島アントラーズ   |    |                |
|                    |    |                |
| GK                 | 21 | 佐藤洋平       |
| DF                 | 32 | 名良橋晃       |
| DF                 | 3  | 秋田豊         |
| DF                 | 4  | 奥野僚右       |
| DF                 | 7  | 相馬直樹       |
| MF                 | 6  | 本田泰人       |
| MF                 | 2  | ジョルジーニョ |
| MF                 | 10 | ビスマルク     |
| MF                 | 14 | 増田忠俊       |
| FW                 | 8  | マジーニョ     |
| FW                 | 13 | 柳沢敦         |
| 選手交代:          |    |                |
| 監督:              |    |                |
| ジョアン・カルロス |    |                |

| 横浜フリューゲルス |    |              |      |
|                    |    |              |      |
| GK                 | 1  | 楢﨑正剛     |      |
| DF                 | 25 | 佐藤一樹     |      |
| DF                 | 13 | 前田浩二     |      |
| DF                 | 3  | 薩川了洋     |      |
| DF                 | 6  | 三浦淳寛     |      |
| MF                 | 17 | 奥野誠一郎   |      |
| MF                 | 8  | サンパイオ   |      |
| MF                 | 5  | 山口素弘     |      |
| MF                 | 19 | 原田武男     | 63分 |
| FW                 | 31 | フェルナンド |      |
| FW                 | 11 | 服部浩紀     |      |
| 選手交代:          |    |              |      |
|                    | 18 | 光岡眞矢     | 63分 |
| 監督:              |    |              |      |
| オタシリオ         |    |              |      |